# Pyrogène (médecine)
Pour les articles homonymes, voir Pyrogène.
En médecine, pyrogène désigne une molécule ou une circonstance (infection...) qui « élève la température », « donne de la fièvre », fièvre qui est généralement le signe d'un processus inflammatoire en cours, lequel peut avoir diverses origines. 

## Exemples de pyrogènes

### Cytokines
Les cytokines font partie des pyrogènes permettant naturellement certaines réactions immunitaires, ainsi que la « régulation du thermostat hypothalamique ».
Par exemple de l'interleukine-1 (IL-1), cytokine augmente la valeur du « thermostat hypothalamique », qui est sécrétée par les cellules phagocytaires présentes sur un site infectieux. 

Cette sécrétion est assurée par la prostaglandine E2 (PGE2), qui est elle-même synthétisée à partir de l'acide arachidonique via la cyclo-oxygénase 2 (COX2). 

Ce qui explique l'effet anti-pyrétiques de l'aspirine lors d'un état fébrile ; il inhibe la COX2 et, diminue indéniablement la production de PGE2 et donc d'Il-1. Ce qui a pour effet de diminuer la chaleur corporelle.

### Toxines
Certains venins animaux susceptibles d'être injectés par un dard, des crochets, etc. sont pyrogènes.

certains composants (endotoxines) relâchés dans l'eau et l'environnement par des micro-organismes vivants ou morts (bactéries à Gram négatif, cyanophycées...) dans l'eau sont pyrogènes ; une bonne potabilisation de l'eau devrait les éliminer. Ils doivent aussi être éliminés des eaux qui servent à produire des composés injectables, dialysats d'hémodialyse notamment,. Ce sont des molécules organiques qui peuvent être détruits par ultrafiltration, par ozonation ou par un autre Processus d'oxydation avancé.

### Maladies infectieuses
Certaines maladies infectieuses produisent des fièvres accompagnées de pétéchies produits par thrombocytopénie. 
La fièvre est généralement une réponse à un micro-organisme ou parasite, et parfois à une substance pyrogène produite par ce micro-organisme et restant présente après sa mort (substance résistant à la cuisson)
C'est par exemple le cas d'une fièvre récurrente (borréliose endémique de l'Est de l'Afrique, due à la bactérie spirochète Borrelia recurrentis, transmise par des poux ou tiques lors de leurs morsures).  
Butler & al.(1979), ont confirmé que ces spirochètes concentrés à partir du sang de trois patients produisent une fièvre chez le lapin. Ce matériau reste cependant pyrogène (produit de la fièvre) après chauffage à 100 °C pendant 15 minutes, ce qui laisse penser que des endotoxines thermorésistantes produites par la bactérie puissent être impliquées, d'autant qu'une endotoxémie a été détectée chez certains patients (7sur 28 patients dans ce cas), mais « associée à d'autres infections bactériennes et à une dysfonction hépatique marquée ». 
Des pétéchies ont été observées dans 37 cas (41 %) des 90 patients. Les biopsies des pétéchies y révèlent des cellules rouges et effectivement la présence de spirochètes dans le derme, sans vascularite ni thrombose. La numération plaquettaire de 37 patients porteurs de pétéchies (moy:34x10⁹/L) était significativement plus faible que celle des 53 autres patients (48x10⁹/L) sans pétéchies (P <0,05). D'autres études laissent penser que des toxines émises dans le sang par cette bactérie contribuent à d'autres symptômes dont la « réaction de Jarisch-Herxheimer ».